# Coroner (justice)
Pour les articles homonymes, voir Coroner.

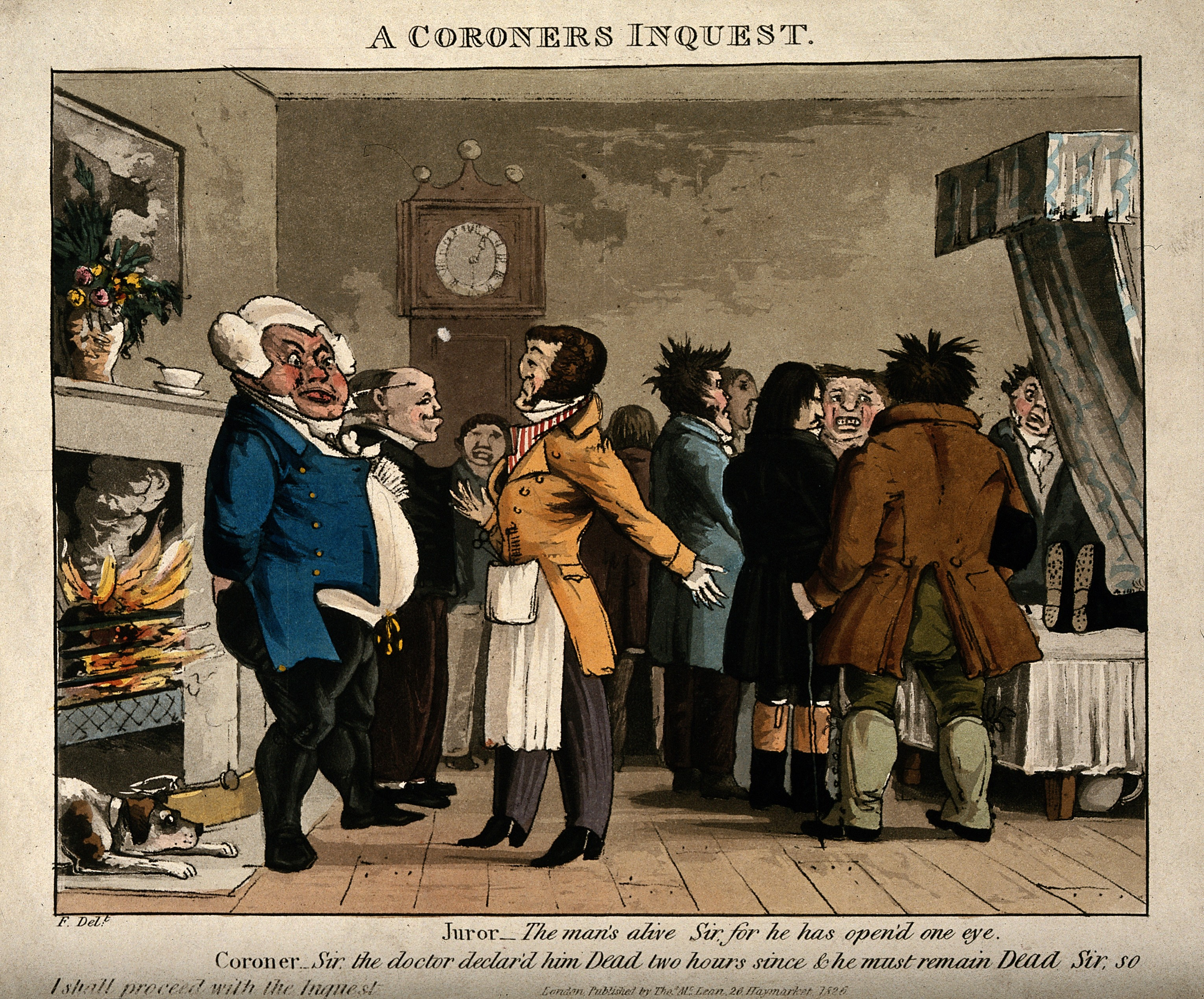
Un juré protestant auprès du Coroner. Caricature du XIXe siècle.

Un coroner est, dans les pays de culture anglo-saxonne ainsi qu'au Japon, un fonctionnaire indépendant chargé, au nom de la Couronne (d'où le nom), d'enquêter sur les causes et circonstances d'une mort violente, non naturelle ou résultant d'un crime, ou une mort de cause inconnue, ou une mort pendant la garde à vue ou la détention (Coroners and Justice Act 2009), et aussi sur les découvertes de trésors et les débris de naufrages. Il peut être comparé au médecin légiste.

## Cadre légal
L'enquête sur la mort doit déterminer :  
- Qui (identité du défunt)
- Quand (date du décès)
- Où (lieu du décès)
- Comment (cause médicale de décès)
- Par quels moyens (causes naturelles, accident, homicide, suicide ou indéterminé)[3].

L'enquête du coroner est publique et indépendante des enquêtes policières, judiciaires, ou de toute investigation civile. Son but est le développement de mesures de protection de la vie humaine et de faciliter l'exercice des droits et le recours à la suite d'un décès.
Soustraire le corps à l'enquête du coroner, ou empêcher l'enquête sont des actes d'obstruction punissables.
En Grande-Bretagne, le droit relatif à la découverte d'un trésor est réglé par le Treasure Act de 1996. Cet ensemble de lois oblige celui qui découvre un trésor à le déclarer sous 14 jours au coroner le plus proche.
Au Canada; en Ontario et dans l'Île-du-Prince-Édouard, les coroners sont médecins, alors que dans le reste du Canada, les coroners peuvent provenir de différents milieux.